# Tanyochraethes truquii
Tanyochraethes truquii är en skalbaggsart som först beskrevs av Louis Alexandre Auguste Chevrolat 1860.  Tanyochraethes truquii ingår i släktet Tanyochraethes och familjen långhorningar. Inga underarter finns listade i Catalogue of Life.